# Oklahoma Open
Het Oklahoma Open is een jaarlijks golftoernooi in de Verenigde Staten en maakte deel uit van de Amerikaanse PGA Tour, in de jaren 1920. Het toernooi vindt telkens plaats op verschillende golfbanen in de staat Oklahoma en wordt georganiseerd door de "Oklahoma Golf Association".

## Winnaars
| - 1910: William Nichols - 1911: William Nichols - 1912: Chester Nelson - 1913: Chester Nelson - 1914: William Nichols - 1915: Chester Williams - 1916: William Nichols - 1917: Jock Collins - 1918: Jock Taylor - 1919: John Gatherum - 1920: William Nichols - 1921: Sandy Baxter - 1922: Phil Hessler - 1923: Bill Mehlhorn - 1924: Bill Creavy - 1925: Ed Dudley - 1926: Ed Dudley - 1927: Dick Grout - 1928: Harold Long - 1929: Dick Grout - 1930: Clarence Clark - 1931: Harold "Jug" McSpaden - 1932: Jimmy Gullane - 1933: Jimmy Gullane - 1934: Harold "Jug" McSpaden - 1935: Walter Emery - 1936: Clarence Yockey - 1937: Jack Malloy - 1938: Billy Simpson - 1939: Zell Eaton - 1940: Billy Simpson - 1941: Buddy Poteet - 1942: George Whitehead - 1943: Geen toernooi - 1944: Geen toernooi - 1945: Geen toernooi - 1946: Raymond Gaford - 1947: George Getchell - 1948: Jimmy Gauntt - 1949: Tex Consolver | - 1950: Charles Klein - 1951: Geen toernooi - 1952: Geen toernooi - 1953: Labron Harris - 1954: Jimmy Gauntt - 1955: Jimmy Gauntt - 1956: Jimmy Gauntt - 1957: Johnny Palmer - 1958: Buster Cupit - 1959: Joe Walser jr. - 1960: Jimmy Gauntt - 1961: Jimmy Gauntt - 1962: Babe Hiskey - 1963: Labron Harris jr. - 1964: Jerry Pittman - 1965: Buster Cupit - 1966: Bob Dickson - 1967: Jamie Gough III - 1968: Grier Jones - 1969: Chris Gers - 1970: Chris Gers - 1971: Bob Dickson - 1972: Don Maddox - 1973: Spike Kelley - 1974: Bobby Stroble - 1975: Danny Edwards - 1976: Mark Hayes - 1977: Danny Edwards - 1978: Lindy Miller - 1979: Danny Edwards - 1980: Jaime Gonzales - 1981: Gil Morgan - 1982: Doug Tewell - 1983: Tom Jones - 1984: Kenny Huff - 1985: Bob Tway - 1986: Lindy Miller - 1987: Bob Tway - 1988: Mark Hayes - 1989: Doug Martin | - 1990: Willie Wood - 1991: Jim Kane - 1992: Bryan Norton - 1993: Mark Hayes - 1994: David Edwards - 1995: Willie Wood - 1996: David Edwards - 1997: Gil Morgan - 1998: Kevin Dillen - 1999: Todd Hamilton - 2000: John Bizik - 2001: Lucas Glover - 2002: Chris Noel - 2003: Cody Freeman - 2004: Rocky Walcher - 2005: Kyle Willmann - 2006: Kyle Flinton - 2007: Rocky Walcher - 2008: Brett Myers - 2009: Robert Streb - 2010: Rhein Gibson - 2011: Robert Streb - 2012: Matt VanCleave - 2013: Chris Worrell (amateur) |